# Бейли, Дэвид
Дэвид Ройстон Бейли CBE (англ. David Royston Bailey; род. 2 января 1938) — английский фэшн- и портретный фотограф.

## Биография
Родился в 1938 году в Восточном Лондоне в семье Герберта Бейли, портного, и Шэрон, работавшей машинисткой. С 3-х лет он с семьёй проживал в районе Ист Хэм.
В школе Дэвид увлекался естественной историей, это и стало началом интереса к фотографии. Он страдал дислексией, что доставляло немало проблем в учёбе и общении со сверстниками. Окончил колледж Кларка в Илфорде. Помимо дислексии Бейли также имеет диспраксию умственного расстройства (расстройство координации развития).

## Карьера
В 1959 году Бейли стал фотографом-ассистентом в Студии Джона Френча, а в мае 1960 года он получил работу в John Five Cole. В том же году Был приглашён в журнал British Vogue. Он также провёл огромное количество внештатных работ.
Вместе с Теренсом Донованом и Брайаном Даффи Бейли стал одним из главных фотографов эпохи Свингующего Лондона 1960-х годов.
Возможно, прототип главного героя «Фотоувеличения» Антониони. Хотя называется и Берт Штерн.
Его связывало многолетнее сотрудничество с популярной моделью Джин Шримптон. Про их отношения снят фильм Мы покорим Манхэттен. Кроме того в фильме Бейли снимает на PentaxS3. 
И в интервью 1976 года Бейли признаётся, что снимает преимущественно на камеры Pentax и Nikon Nikkormat. Однако, после ограбления в 70х Бейли перешёл на модель Olympus-OM1, вышедшую в 1972.

## Семья
Был женат четырежды. Самые известные браки Бейли — с французской актрисой Катрин Денёв (с 1965 по 1972) и британской фэшн-моделью Мэри Хелвин (с 1975 по 1986). У него трое детей. Сын Саша (род. 1994) — актёр и куратор искусства.

## Награды
В 2005 году творчество Дэвида Бейли было отмечено Медалью и Почётной стипендией Королевского фотографического общества. В 2016 году своей наградой его отметил Международный центр фотографии в Нью-Йорке.